# Unione Sportiva Pergocrema 1932 1976-1977
Questa voce raccoglie le informazioni riguardanti l'Unione Sportiva Pergocrema 1932 nelle competizioni ufficiali della stagione 1976-1977.

## Rosa
| N. |                   | Ruolo | Calciatore            |
| -- | ----------------- | ----- | --------------------- |
|    | Italia (bandiera) | A     | Aldo Alagarotti       |
|    | Italia (bandiera) | C     | Luigi Belometti       |
|    | Italia (bandiera) | D     | Pierino Bonizzoni     |
|    | Italia (bandiera) | C     | Stefano Donetti       |
|    | Italia (bandiera) | A     | Giampaolo Facchinetti |
|    | Italia (bandiera) | D     | Franco Foresti        |
|    | Italia (bandiera) | P     | Pietro Gennari        |
|    | Italia (bandiera) | D     | Natalino Ghiozzi      |
|    | Italia (bandiera) | C     | Giuseppe Guerrini     |
|    | Italia (bandiera) | A     | Maurizio Lucchetti    |

| N. |                   | Ruolo | Calciatore             |
| -- | ----------------- | ----- | ---------------------- |
|    | Italia (bandiera) | A     | Mauro Lussana          |
|    | Italia (bandiera) | A     | Alessandro Maffioletti |
|    | Italia (bandiera) | C     | Giuseppe Mazzoleri     |
|    | Italia (bandiera) | P     | Gian Piero Michelini   |
|    | Italia (bandiera) | C     | Agostino Mizzotti      |
|    | Italia (bandiera) | A     | Angelo Pelizzoli       |
|    | Italia (bandiera) |       | Resentini              |
|    | Italia (bandiera) | D     | Gian Luigi Rigamonti   |
|    | Italia (bandiera) | C     | Clemente Togni         |
|    | Italia (bandiera) | A     | Maurizio Vailati       |